# Antonio Torrisi
Antonio Torrisi (Paternò, 17 ottobre 1927 – Paternò, 16 novembre 1988) è stato un politico italiano.

## Biografia
Nato a Paternò, in provincia di Catania, nel 1927,  figlio di un agricoltore, frequentò le scuole primarie nella sua cittadina di origine, e gli studi superiori a Catania, dapprima al liceo classico dei Salesiani e poi al "Cutelli". Laureatosi in giurisprudenza all'Università degli Studi di Catania, ed iscritto dal 1956 all'albo dei procuratori e dal 1962 all'albo degli avvocati del Foro di Catania, esercitò la professione di avvocato penalista.
Sposato e padre di due figli, morì a Paternò il 16 novembre 1988 all'età di 61 anni, a causa di una cirrosi epatica.
Era cognato di Nino Lombardo, suo amico di infanzia e compagno di classe fin dalla prima media, marito della sorella Rosina, che è stato parlamentare nazionale nella VII, VIII, IX, X e XI legislatura della Repubblica Italiana.Il figlio Salvatore, anch'egli avvocato e politico, è stato parlamentare nazionale come deputato nella XVI legislatura, e senatore nella XVII legislatura.

### Attività politica
Torrisi iniziò la sua attività politica a 27 anni con l'adesione alla Democrazia Cristiana, partito di cui divenne uno dei principali esponenti nella sua città, e di cui fondò e guidò una sezione nel quartiere del Santissimo Salvatore. Nelle liste dello scudocrociato si candidò alle elezioni amministrative svoltesi a Paternò nel 1960: fu eletto consigliere comunale, e in seguito divenne assessore alla Nettezza Urbana, al Bilancio, alle Finanze nella giunta guidata dal sindaco Rosario La Russa.
Vicesindaco di Paternò dal 1965 al 1970, nella giunta guidata dal sindaco Giuseppe Benfatto, in occasione delle elezioni provinciali del 1970, si candidò ed ottenne l'elezione a consigliere provinciale. Della Provincia di Catania (divenuta Provincia regionale nel 1986), Torrisi ricoprì successivamente gli incarichi di assessore alla Solidarietà Sociale (1971-73), ai Lavori pubblici (1978-81), di vicepresidente, e di presidente dal 1984 al 1987.
Nella DC, Torrisi, così come il cognato Nino Lombardo, fece parte della corrente "dorotea" del partito, che a livello nazionale faceva riferimento a Giulio Andreotti, e a livello provinciale ad Antonino Drago.

### Altre attività
Torrisi ha ricoperto incarichi dirigenziali in altri ambiti, quali, di presidente e vicepresidente della Polisportiva Paternò (1966-67 e 1967-70), di presidente della Pro Loco di Paternò, di presidente del Lions Club di Paternò, di presidente della Coldiretti di Paternò, di consigliere e poi presidente del consiglio di amministrazione della Banca Popolare Commerciale "Vittorio Emanuele" di Paternò, di presidente del Consorzio per la zona Nord dell'Area di Sviluppo Industriale della Sicilia orientale, e di vicepresidente del Consorzio per l'autostrada Messina-Catania.